# Selina Jörg
Selina Jörg (Sonthofen, 24 gennaio 1988) è un'ex snowboarder tedesca, medaglia d'argento nello slalom gigante parallelo e Pyeongchang 2018 e due volte campionessa mondiale.

## Biografia
Jörg ha iniziato a disputare la Coppa del Mondo nel febbraio 2005 e lo stesso anno ha partecipato pure ai Mondiali juniores che si sono svolti a Zermatt, in Svizzera, vincendo la medaglia di bronzo nello slalom gigante parallelo e terminando al 22º posto nello snowboard cross. Gareggiando nello snowboard cross ha preso pure parte al VII Festival olimpico estivo della gioventù europea terminando nona.
Il 28 gennaio 2007 sale per la prima volta sul podio della Coppa del Mondo conquistando l'oro nell'evento tenutosi a Nendaz. L'anno successivo si laurea campionessa mondiale juniores nello slalom parallelo. Alle Olimpiadi di Vancouver 2010 termina al quarto posto, dopo avere perso la finale per il bronzo dello slalom gigante parallelo contro l'austriaca Marion Kreiner.
Selina Jörg partecipa alle sue prime Universiadi in occasione di Erzurum 2011, vincendo la medaglia d'oro nello slalom gigante parallelo. Ai Giochi di Soči 2014 fa la sua seconda apparizione alle Olimpiadi, non riuscendo a superare gli ottavi di finale sia nello slalom gigante parallelo sia nello slalom parallelo. Va vicino al podio ai Mondiali di Kreischberg 2015 nello slalom parallelo, ma deve accontentarsi del quarto posto dietro Marion Kreiner.
Alle Olimpiadi di Pyeongchang 2018 riesce a guadagnare l'accesso alla finale dello slalom gigante parallelo e vince la medaglia d'argento dopo essere stata sconfitta dalla ceca Ester Ledecká. Ai Mondiali di Park City 2019 ha vinto la medaglia d'oro nello slalom gigante parallelo, ha vinto nuovamente l'oro nell'edizione successiva di Rogla 2021 aggiungendovi il bronzo nello slalom parallelo.

## Palmarès

### Olimpiadi
- 1 medaglia:
  - 1 argento (slalom gigante parallelo a Pyeongchang 2018)

### Mondiali
- 3 medaglie:
  - 2 ori (slalom gigante parallelo a Park City 2019; slalom gigante parallelo a Rogla 2021)
  - 1 bronzo (slalom parallelo a Rogla 2021)

### Universiadi
- 3 medaglie:
  - 1 oro (slalom gigante parallelo a Erzurum 2011)
  - 1 argento (slalom gigante parallelo a Granada 2015)
  - 1 bronzo (slalom gigante parallelo a Trentino 2013)

### Mondiali juniores
- 2 medaglie:
  - 1 oro (slalom parallelo a Chiesa in Valmalenco 2008)
  - 1 bronzo (slalom gigante parallelo a Zermatt 2005)

### Coppa del Mondo
- Miglior piazzamento nella Coppa del Mondo di parallelo: 2ª nel 2018 e nel 2019
- Miglior piazzamento nella Coppa del Mondo di slalom parallelo: 2ª nel 2018 e nel 2019
- Miglior piazzamento nella Coppa del Mondo di slalom gigante parallelo: 2ª nel 2018, nel 2019 e nel 2020
- 22 podi:
  - 3 vittorie
  - 11 secondi posti
  - 8 terzi posti

#### Coppa del Mondo - vittorie
| Data            | Luogo      | Paese    | Disciplina |
| --------------- | ---------- | -------- | ---------- |
| 28 gennaio 2007 | Nendaz     | Svizzera | PGS        |
| 17 marzo 2018   | Winterberg | Germania | PSL        |
| 19 gennaio 2019 | Rogla      | Slovenia | PGS        |

Legenda:

PSL = Slalom parallelo

PGS = Slalom gigante parallelo